# Ursak
Az Ursak (oroszul: Уршак) folyó Oroszország európai részén, a Belaja bal oldali mellékfolyója.

## Földrajz
Hossza: 193 km, vízgyűjtő területe: 4230 km², évi közepes vízhozama (a torkolattól 41 km-re): 9,5 m³/s.
A Bugulma-belebeji-hátság délkeleti részén ered. Medre a felső folyásán csak 2–4 m, kb. 100 km hosszú alsó folyásán, az Aurgazi mellékfolyó beömlésétől 50–60 m széles. A Belajába ömlik, 504 km-re annak torkolatától. 
November közepén befagy. Tavaszi árvize április elején kezdődik és május közepéig tart.
Vízgyűjtő területe alacsony dombvidék, melynek közepes tengerszint feletti magassága  kb. 200 m. A folyó karsztmezőkön halad át, völgyében karsztos eredetű tavak találhatók. Partján sok a kisebb-nagyobb település.